# ミルト・ゲイブラー
ミルト・ゲイブラー (Milton "Milt" Gabler、1911年5月20日 - 2001年7月20日) は、アメリカの音楽プロデューサー。1930年代から60年代にかけジャズ、ポピュラー、R&B、ロックンロールのレコード制作を行う。

## 生い立ち
1911年ニューヨークのハーレムで母スージーと父ジュリアスのゲイブラー夫妻の間に生まれる。両親は東42番街で金物屋を営んでいた。ミルトは15歳の時、父親を説得しラジオ、蓄音機、レコードの販売を始め、店名を「コモドア・ラジオ・コーポレーション」と変更する。

## 1930年代

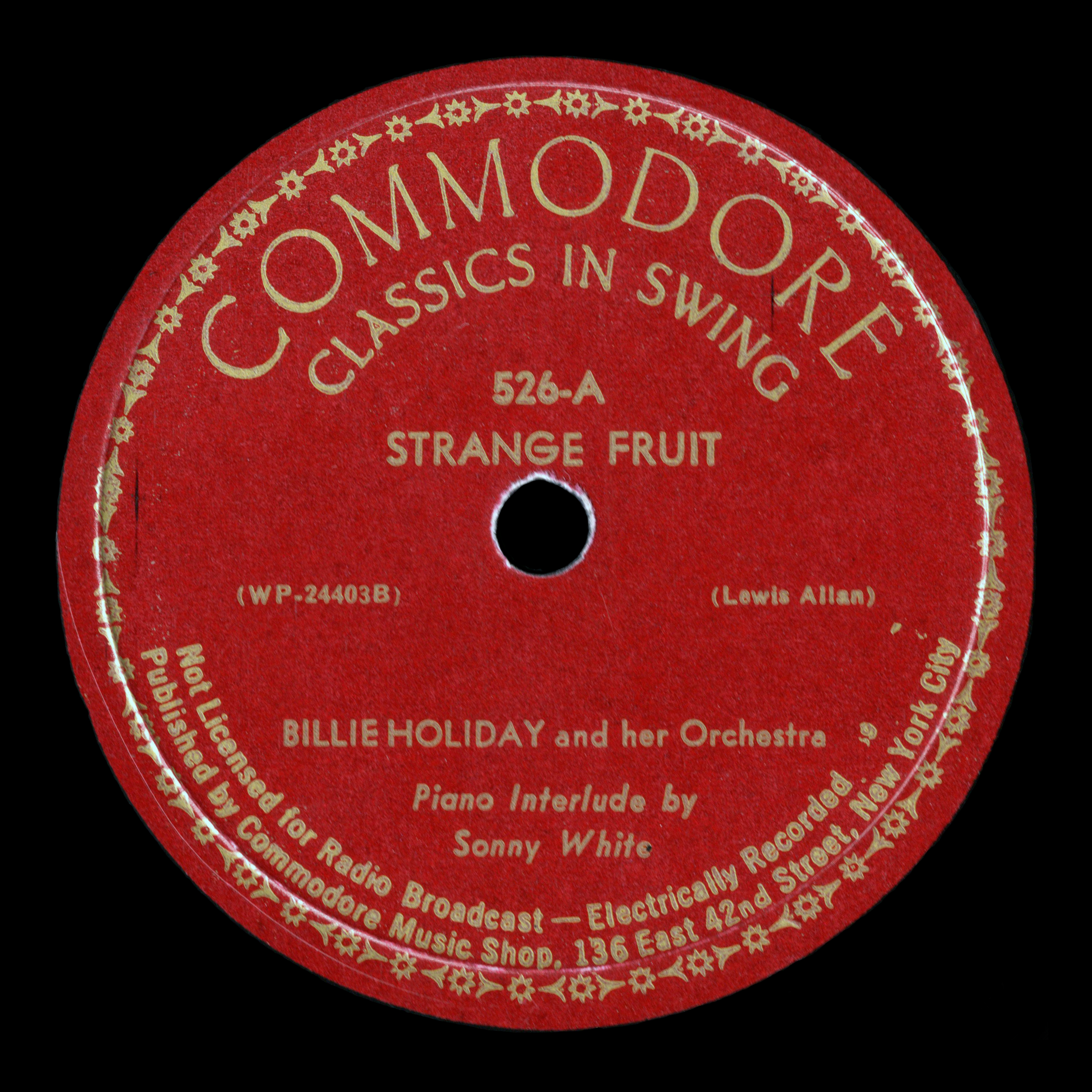
Billie Holiday [Strange Fruit] 1939

1933年、恐慌により倒産したオーケー(Okeh)の2万枚の在庫を1枚10セントで買い取り、35セントから１ドル50セントで販売した。30年代半ば「コモドア・ミュージック・ショップ」と改名、同店の名はジャズファン、ミュージシャン達の知るところとなる。
1935年、ジャズ学者マーシャル・スターンズの提案でジャズファンのクラブ「UHCA（United Hot Clubs of America）」を設立、ジョン・ハモンドらも名を連ねる。またクラブの名称「UHCA」をもってレーベルを立ち上げブランズウィック、ヴォカリオン、オーケーその他の旧録音をSP盤57枚(ベッシー・スミス、ビックス・バイダーベックを含む)をリリースする。UHCA盤には全ての参加ミュージシャンの名が記載されたが、これはレコード史上初の試みであった。各レコード会社はジャズファンの間で話題となっているUHCAに対して原盤貸出しにストップをかけ始める。
1937年、自己のレーベル「コモドア・レコード」設立。52番街に新店舗をオープン、近隣のクラブでジャムセッションを主催する。ゲイブラーが望んでいたのは綿密な編曲に捉われない、現場でインスパイアされた演奏を記録する事だった。1938年1月18日、ピー・ウィー・ラッセル(cl)、ボビー・ハケット(cor)らを迎え第一回録音を行う。コモドア初期の録音ミュージシャン、エディ・コンドンはライフ誌のカメラマンにこう言って説き伏せ、録音風景を撮影させた。「こいつは大事な場面だ。ちっぽけなレコード屋が自前でレコードを作るんだ。大会社が作るのとはわけが違う。」1939年、ビリー・ホリデイ「奇妙な果実」。人種差別問題を扱った歌詞にリリース予定だったコロンビアがこれを敬遠、コモドアからの発売となり同レーベル最大のヒットとなる。

## 1940年代

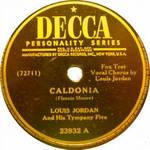
Louis Jordan [Caldonia] 1944

1941年ブルーノート・レコードの経営者アルフレッド・ライオンが召集されるとゲイブラーはライオンの共同経営者フランシス・ウルフをコモドアに雇い入れた。販路拡大のために新たに卸売り部門を設立したゲイブラーはブルーノートのSP盤をこのルートに乗せ販売、1943年ライオンが復員するまでにブルーノートはレーベル運営資金を蓄える事が出来た。
1941年、ブランズウィックを傘下に収めたデッカは膨大な量のカタログの整理をゲイブラーに委嘱する。コモドアを義弟のジャック・クリスタルに任せデッカでの仕事がスタートする。翌年にはポップ、ジャズ部門の責任者となりA&Rマンとして辣腕を振るう。ライオネル・ハンプトン「フライング・ホーム」(1942)、ビリー・ホリデイ「ラヴァー・マン」(1944)、アンドリュー・シスターズ「ラム・アンド・コカコーラ」(1945)他。
1942年から50年にかけルイ・ジョーダンとティンパニー・ファイブが「キャルドニア」(1945)「チューチューチ・ブギ」(1946)など17曲のNO.1ヒット(R&B部門)を送り出す。「当時私たちはそれをロックとは呼んでいなかったが、それはシャッフルリズムと全てを持った、まさにロックだった。ただ私はプロデュースの際、リズムのアクセントにバックビートは使用せずスイングやジャズ同様、通常の2ビートで行った。」とゲイブラーは語っている。来るべきロックンロールの時代を予見していた一人だった。

## 1950年代以降

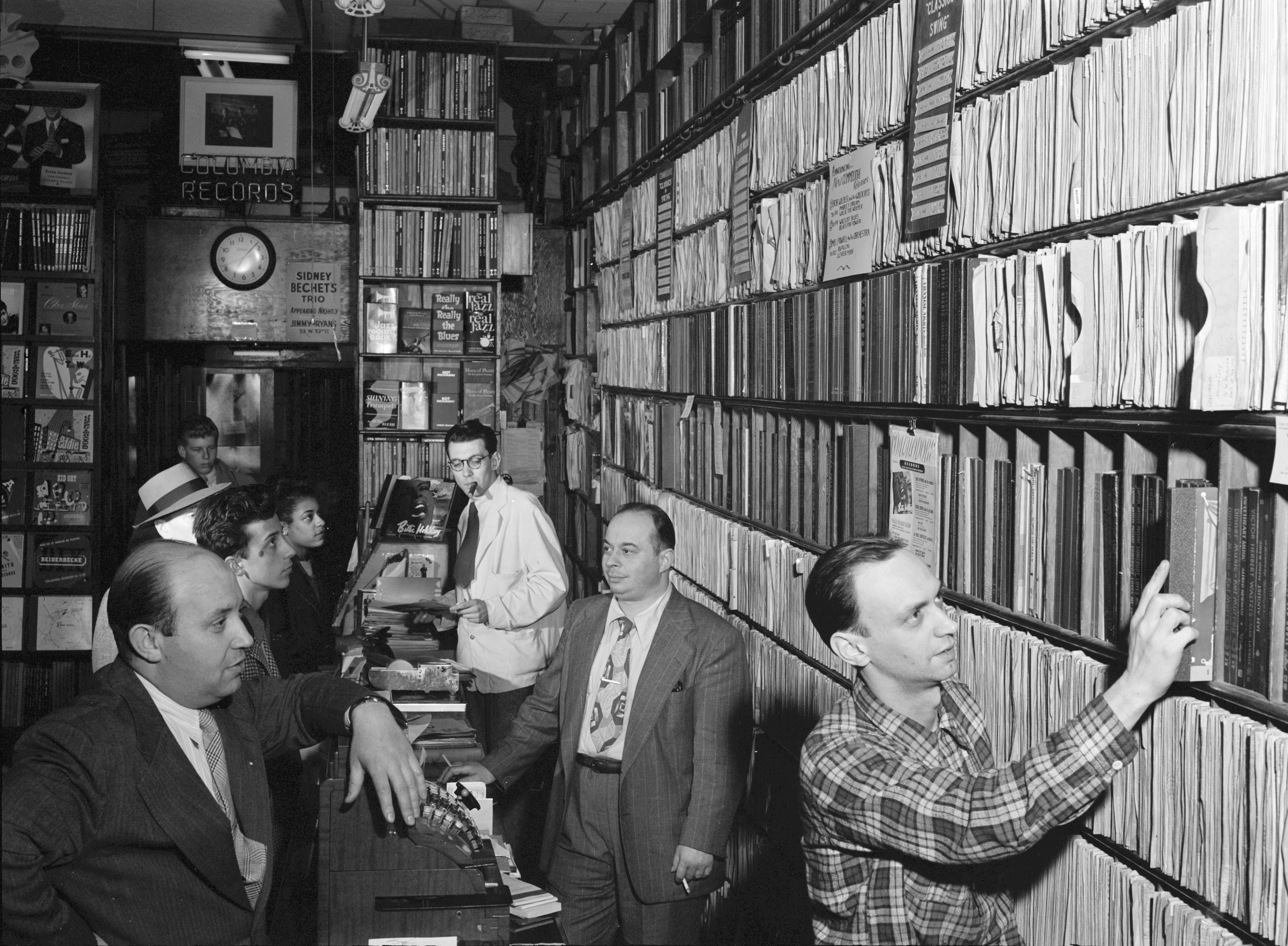
Milt Gabler, Herbie Hill, Lou Blum, and Jack Crystal, Commodore Record Shop, New York, N.Y., ca. Aug. 1947

1955年、ビル・ヘイリー＆ヒズ・コメッツ「ロック・アラウンド・ザ・クロック」が8週連続1位のヒット。ロックンロールブームの嚆矢となる。60年代ブレンダ・リー、ベルト・ケンプフェルトを手掛ける。ケンプフェルトが作曲しゲイブラーが作詞した「L-O-V-E」(1964)はナット・キング・コールにとって生前最後のヒット曲となる。1962年、MCAはデッカを他レーベルと合併、MCAレコーズとしてユニバーサルシティに移転。1971年、ゲイブラーは制作の最前線から身を引き、過去のカタロク再発売の監督に就任。
2001年7月20日、マンハッタンの病院で死去。ニューヨークタイムズ紙は、ベットサイドに置かれた1枚の写真がビリー・ホリデイのものであった事を伝えている。90歳。

## 受賞
| 1991年 | グラミー特別功労賞理事会賞 |
| 1993年 | ロックの殿堂               |